# عاشق (فیلم ۱۹۶۲)
عاشق (به هندی: Aashiq) فیلمی محصول سال ۱۹۶۲ و به کارگردانی هریشیکش موکرجی است. در این فیلم بازیگرانی همچون راج کاپور، ناندا، پادمینی، هانی ایرانی، آبی باتاچاریا، لیلا چیتنیس، نانا پالشیکار، آچالا ساچدف ایفای نقش کرده‌اند.